# Шаран Іван Миронович
Іван Миронович Шаран (нар. 20 січня 1995, Борислав, Львівська область, Україна) — український актор театру, кіно та телебачення, найбільш відомий за роллю Богдана у стрічці «Шляхетні волоцюги».

## Життєпис
Іван Шаран народився 20 січня 1995 року в місті Борислав. Мати — економіст, працює в банку, батько веде власну невелику справу. Закінчив гімназію та художню дитячу школу мистецтв у Бориславі.
У 2012 році вступив на факультет театрального мистецтва Київського державного університету театру, кіно і телебачення ім. Карпенка-Карого, майстерня Олега Шаварського. Під час навчання був членом студради університету.
Іван Шаран у 2016 році був одним з кураторів театрального фестиваль «Румбарбар» у місті Бориславі.
З 2017 року, одразу після закінчення КНУТКіТ, Іван Шаран — актор Київського академічного театру «Золоті ворота». 
12 липня 2018 року Іван Шаран увійшов до складу трупи Національного академічного драматичного театру імені Івана Франка. Також є актором Центру Сучасного Мистецтва «ДАХ».
У листопаді 2018 року був серед запрошених гостей VII-го кінофестивалю «Корона Карпат».
Іван Шаран був серед номінантів IV театральної премії «Дзеркало сцени» у номінації «Акторська харизма». 
У 2019 році на 27-й церемонії вручення нагород премії «Київська пектораль» був номінантом у категорії «Найкраще виконання чоловічої ролі другого плану» за роль Юнія Брута у виставі «Коріолан».

## Театр
Навчальний театр КНУТКТ
- 2016 — «Побожна» Василя Стефаника; реж. Олег Шаварський — Семен
- 2017 — «Панахидна молитва» Григорія Горіна; реж. Олег Шаварський — Войцек

Київський академічний театр «Золоті ворота»
- 2017 — «Сьогодні вечері не буде» за мотивами третьої частини п’єси «Хворі» Антоніо Аламо; реж. Жуль Одрі (Франція) — Йосип Сталін[12]

Центру Сучасного Мистецтва «ДАХ»
- 2017 — «Сиротливий захід» Мартіна Мак-Дони; реж. Давид Петросян[13]
- 2018 — «Буна» Віри Маковій; реж. Давид Петросян — Митро[14]
- 2018 — «Володар мух» В. Ґолдінґа; реж. Давид Петросян — Джек[15]

Національний академічний драматичний театр імені Івана Франка
- 2018 — «Шельменко-денщик» Григорія Квітки-Основьяненко; реж. Петро Ільченко — слуга / солдат (введення)
- 2018 — «Бременські музиканти» братів Ґрімм; реж. Дмитро Чирипюк — блазень (введення)
- 2018 — «Земля» Ольги Кобилянської; реж. Давид Петросян — Сава[16]
- 2018 — «Ідіот» Федора Достоєвського; реж. Юрій Одинокий — Микола Ардалійонович Іволгін[17]
- 2018 — «Буна» Віри Маковій; реж. Давид Петросян — Митро[14]
- 2018 — «Коріолан» Вільяма Шекспіра; реж. Дмитро Богомазов — Юній Брут, народний трибун[18]
- 2019 — «Verba» за мотивами «Лісової пісні» Лесі Українки; реж. Сергій Маслобойщиков — Той, що…[19]
- 2024— Марія Стюарт- реж. Іван Уривський— Хтось.
- 2024 — Слуга двох панів- реж. Давид Петросян - роль. Труфальдіно
- 2025 — Макбет- реж. І.Уривський — Банко

## Фільмографія
| Рік  |    | Українська назва               | Оригінальна назва   | Роль                          |
| ---- | -- | ------------------------------ | ------------------- | ----------------------------- |
| 2024 | ф  | «Конотопська відьма»           |                     | Бандос                        |
| 2022 | ф  | «Памфір»                       |                     | Віктор, молодший брат Памфіра |
| 2019 | кф | «Людина з фотоапаратом»        |                     | головна роль                  |
| 2019 | с  | «Актор»                        | рос. «Артист»       | наркоман                      |
| 2017 | с  | «Невиправні»                   | рос. «Неисправимые» | дільничий                     |
| 2017 | с  | «Субота»                       | рос. «Суббота»      | хам                           |
| 2018 | ф  | «Шляхетні волоцюги»            |                     | Богдан, головна роль          |
| 2016 | с  | «Останній москаль.Судний день» |                     | Дзюньо                        |
| 2015 | с  | «Останній москаль»             |                     | Дзюньо                        |

## Нагороди та визнання
- 2018 — Номінація III медійної театральної премії «Дзеркало сцени — 2018» (Кращі роботи молодих акторів у київських виставах 2017 року — вік акторів — до 30 років) за роль Йосипа Сталіна у виставі «Сьогодні вечері не буде», Київський академічний театр «Золоті ворота»[12]